# Enzo Benedetti
Enzo Benedetti (Vezzano Ligure, 11 giugno 1931 – Roma, 2 gennaio 2017) è stato un calciatore e allenatore di calcio italiano, di ruolo centrocampista.

## Biografia
Benedetti nasce a Vezzano Ligure, in Provincia della Spezia, in Liguria.
Ha sposato una ragazza palermitana. Muore a il 2 gennaio 2017, ad 85 anni, 5 mesi prima di compiere il suo 86º compleanno.

## Caratteristiche tecniche
Era un mediano in grado di giocare in tutte le aree del campo: quindi veniva considerato un jolly.

## Carriera

### Giocatore

#### Approdo allo Spezia
Incomincia la carriera da calciatore muovendo i primi passi nel Carpanesi Boys di La Spezia, per poi essere prelevato proprio dal primo club dell'omonima città ligure, lo Spezia. La squadra disputa il campionato di Serie C 1951-1952 e Benedetti colleziona 24 presenze. Lo Spezia, al termine della stagione, sarà però assorbito nella nuova IV Serie (Serie D dell'epoca).

#### Latina e Chinotto Neri
Proprio in tale livello calcistico passerà in seguito nel Latina per l'edizione 1952-1953, giocando nella Chinotto Neri, squadra calcistica di Roma, per il biennio successivo 1953-1955, con la quale ottiene un secondo posto consecutivo.

#### Palermo
Dopo l'esperienza a Roma, passa al Palermo che si appresta a disputare la Serie B 1955-1956. Otterrà la promozione nella Serie A 1956-1957 con un secondo posto finale. Ha successivamente esordito in massima categoria, con la maglia rosanero e per la sua prima volta, il 18 settembre 1956, in Palermo-Lanerossi Vicenza (3-1).
Con i siciliani giocò 10 stagioni consecutive, sino al 1964-1965, divenendone capitano.
Con i rosanero realizzò anche il suo primo e unico gol in carriera, nonché della bandiera, nella partita in trasferta contro il Napoli valevole per la terza giornata del girone H di Coppa Italia 1958, persa 4-2.
In carriera ha totalizzato complessivamente 101 presenze in Serie A e 170 presenze in Serie B, contribuendo a 3 promozioni in massima serie con il Palermo.
Ha disputato 11 partite di Coppa Italia e quattro tra Coppa delle Alpi 1960 e Coppa Mitropa 1960.
Del Palermo è il secondo giocatore più presente nella storia della società con 286 apparizioni in assoluto, dietro Roberto Biffi.

### Allenatore
Dopo che ebbe smesso di giocare gli fu affidata la guida della formazione “De Martino” del Palermo.
Nel Campionato Primavera 1966-67 guidò la squadra fino alla finale del torneo riservato alle squadre di Serie B.
Comincia la propria carriera da allenatore in prima squadra nella Serie D 1970-1971, con il Siracusa, che guida alla vittoria del campionato dilettantistico portandolo in Serie C, in particolare dopo aver vinto uno spareggio con il lancio della moneta contro la squadra dei Cantieri Navali di Palermo.
La stagione seguente, ove è confermato, ottiene la salvezza.
Allena poi i club di Barletta, Cosenza, Frosinone, Albese e Mazara, tra la Serie C e le categorie minori.
Nella stagione 1979-1980 portò la formazione romana del Casalotti all'unica promozione in Serie C2, conquistando il secondo posto del girone D della Serie D alle spalle del Sant'Elena Quartu, ma l'annata successiva venne esonerato.
L'anno dopo diventò anche tecnico della Nazionale di calcio femminile dell'Italia, per il biennio seguente.

## Palmarès

### Allenatore

#### Competizioni nazionali
- Serie D: 1

Siracusa: 1970-1971